# Парфёнов, Кузьма Дмитриевич
Кузьма Дмитриевич Парфёнов (1907—1987) —  советский военачальник, гвардии генерал-майор (19 апреля 1945).

## Биография
Родился 14 ноября 1907 года в городе Чистополь Казанской губернии.
В Красной армии начал службу в сентябре 1927 года, поступив во Владивостокское пехотное училище. Член ВКП(б)/КПСС с 1929 года. После его окончания, в апреле 1930 года, был назначен в 107-й стрелковый полк 36-й стрелковой дивизии Особой Краснознамённой Дальневосточной армии, где проходил службу в должностях командира взвода, роты и  помощника начальника полковой школы. С декабря 1936 по май 1937 года исполнял должность преподавателя тактики на КУКС Забайкальского военного округа, затем вновь вернулся в 107-й стрелковый полк в качестве помощника начальника штаба полка. С февраля 1938 года Парфёнов временно исполнял должность начальника штаба полка. 4 июня 1938 года был арестован органами НКВД и до июня 1939 года находился под следствием, был освобожден в связи с прекращением дела. После этого старший лейтенант К. Д. Парфёнов был направлен в распоряжение командира войсковой части 5598. При развертывании части в августе 1939 года был назначен помощником начальника штаба 409-го стрелкового полка 137-й стрелковой дивизии Московского военного округа. С декабря 1939 по ноябрь 1940 года проходил обучение в Высшей военной школе штабной службы РККА в Москве, затем был назначен начальником штаба 612-го стрелкового полка 144-й стрелковой дивизии Московского военного округа.

### Великая Отечественная война
Участник Великой Отечественной войны с самого её начала. 29 июня 1941 года 144-я стрелковая дивизия убыла на Западный фронт в состав 20-й армии и заняла оборону в Смоленской области. В августе 1941 года Парфенов он был назначен начальником оперативного отделения штаба 161-й стрелковой дивизии, которая за боевые подвиги 18 сентября 1941 года была переименована в 4-ю гвардейскую. С 20 сентября по 24 октября 1941 года дивизия вела боевые действия в составе 54-й армии Ленинградского фронта участвовала в Синявинской наступательной операции. Затем была переброшена под Тихвин в 4-ю отдельную армию. В феврале 1942 года К. Д. Парфёнов был назначен командиром 11-го гвардейского стрелкового полка 4-й гвардейской стрелковой дивизии. В июле 1942 года дивизия была выведена в резерв Ставки ВГК и затем в середине августа переброшена на Сталинградский фронт. В составе 1-й гвардейской, 21-й и 4-й танковой армий участвовала в Сталинградской битве. В марте 1943 года полковник К. Д. Парфёнов был назначен заместителем командира 4-й гвардейской стрелковой дивизии, а в августе 1943 года был переведен на должность заместителя командира 34-й гвардейской стрелковой Енакиевской дивизии. В период с 5 декабря 1943 по 5 января 1944 года К. Д. Парфёнов временно командовал этой дивизией — в это время она в составе 69-й армии находилась в резерве Ставки ВГК на доукомплектовании. В середине января 1944 года дивизия вошла в состав 46-й армии 3-го Украинского фронта. В марте 1944 года полковник К. Д. Парфёнов был допущен к командованию 4-й гвардейской стрелковой Апостоловской Краснознаменной дивизией. Дивизия воевала в Бессарабии, Румынии, Болгарии и Югославии, принимала участие в Будапештской наступательной операции. 2 декабря 1944 года, форсировав Дунай, соединилась с войсками 2-го Украинского фронта. Далее освобождала Будапешт и Вену, за что 17 мая 1945 года ей было присвоено наименование «Венская».

### После войны
После окончания войны Парфёнов продолжал командовать этой же дивизией. В марте 1947 года генерал-майор К. Д. Парфёнов был направлен на учёбу в Высшую военную академию им. К. Е. Ворошилова. В декабре 1949 года окончил её и находился при ней в ожидании назначения. В марте 1950 года был назначен командиром 15-й гвардейской стрелковой дивизии Прикарпатского военного округа. С октября 1951 по июнь 1953 года прошёл курс обучения на военно-историческом факультете Высшей военной академии им. К. Е. Ворошилова, затем был назначен начальником курса командиров полков курсов «Выстрел», где с декабря исполнял должность помощника курсов по тактической подготовке и начальника цикла тактики.
17 декабря 1959 года К. Д. Парфёнов был уволен в отставку по болезни. Умер 15 января 1987 года в городе Солнечногорске Московской области.

## Награды
- Награждён орденом Ленина, четырьмя орденами Красного Знамени, орденами Суворова 2-й степени, Кутузова 2-й степени, Отечественной войны 1-й степени и Красной Звезды, а также медалями, среди которых «За оборону Ленинграда», «За оборону Сталинграда», «За взятие Будапешта», «За взятие Вены», и иностранным орденом.